# Acanthis flammea
El pardillo norteño (Acanthis flammea) es una especie de ave paseriforme de la familia Fringillidae propia del norte de Eurasia y Norteamérica. Anteriormente se consideraba conespecífico del pardillo alpino (Acanthis cabaret), agrupándose ambos bajo el nombre común de pardillo sizerín, pero en la actualidad se clasifican como especies separadas.
También tiene gran relación con el género Loxia.

## Taxonomía
La especie consta de tres subespecies:
- Achantis flammea flammea (Linnaeus, 758). Distribuida por el norte de Eurasia y en América del Norte.

- Achantis flammea rostrata/islandica:
  - Achantis flammea rostrata (Coues, 1861). Extendida por el norte de Labrador, Isla de y sur de Groenlandia. Los inviernos emigra al noroeste de los Estados Unidos y a las Islas británicas.
  - Achantis flammea islandica (Hantzsch, 1904). Se distribuye por Islandia.

## Características
Mide aproximadamente 12,5 cm de longitud. La parte superior de su cuerpo es de color pardo grisáceo con bandas más oscuras. La garganta y la zona alta del pecho son de un tono algo rosado, los flancos presentan una coloración rosa amarillento con listas negras y el vientre es blanquecino; la frente y el mentón son rojos y en la cabeza se dispone una mancha del mismo color aunque más intenso. Diversas manchas negras se distribuyen por encima y debajo del pico.

## Hábitat y área de distribución
El área de distribución del pardillo norteño se extiende por el norte de Europa, Asia y América. A veces se le encuentra más al sur como migrador ocasional. Habita en zonas montañosas, tundras y bosques, en especial de abedules, coníferas, alisos, sauces y enebros.

## Comportamiento
Generalmente anida sobre coníferas, abedules, alisos o sauces. El nido tiene forma de cuenco y suele estar construido de palitos, pequeñas ramas, raíces, líquenes y plumas, y en su interior se depositan unos cuatro o cinco huevos, aunque en algunas oportunidades son sólo tres y en otras alcanzan los siete. Estos son incubados por la hembra durante diez a trece días aproximadamente. Las crías son alimentadas por ambos progenitores y al cabo de once a catorce días desde la eclosión, abandonan el nido. El pardillo sizerín efectúa una o dos puestas anuales.
Se alimenta principalmente de semillas (en especial de abedul y aliso) pero a veces consume también insectos. Es un ave diurna.

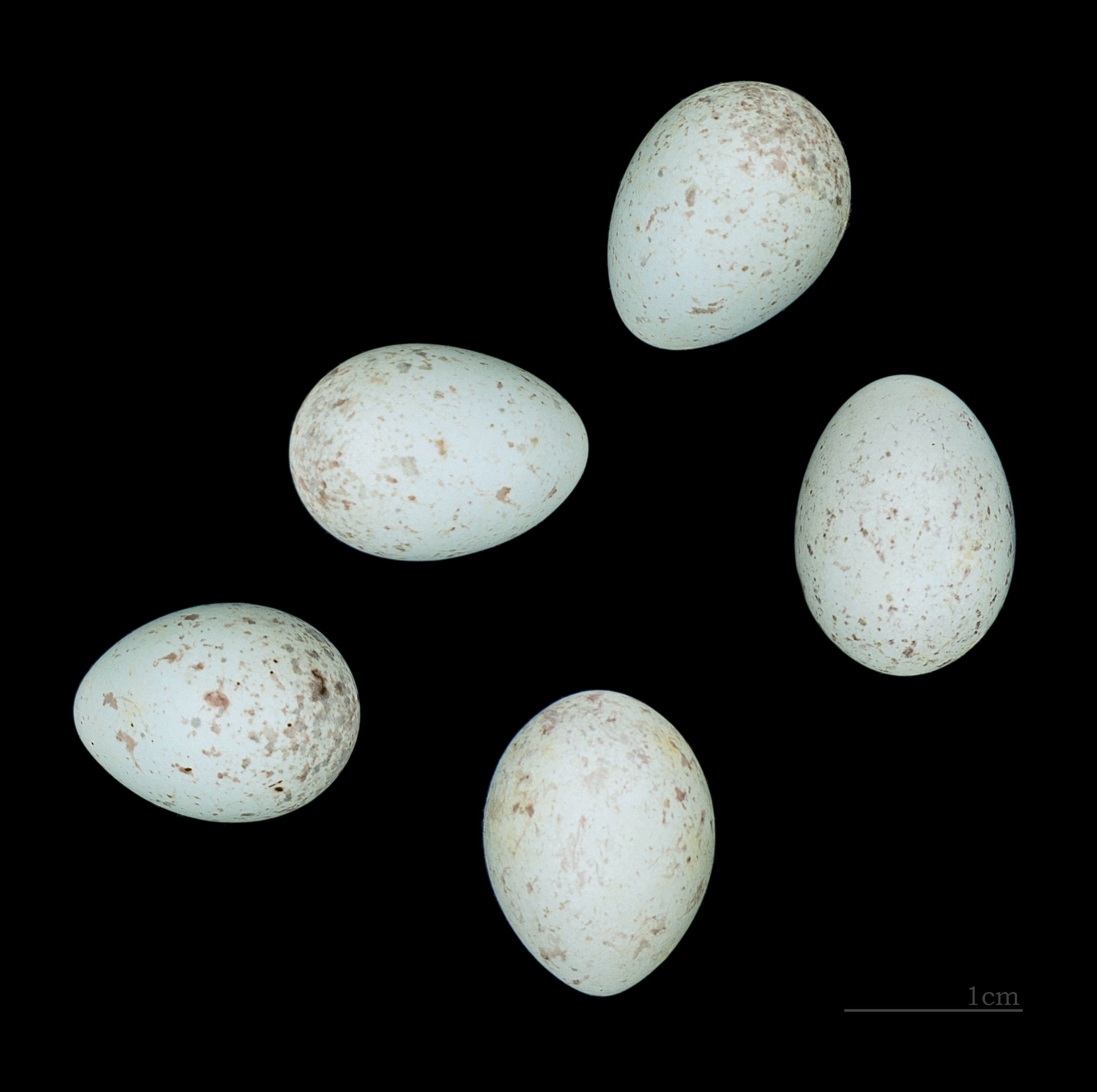